# Avril 1886

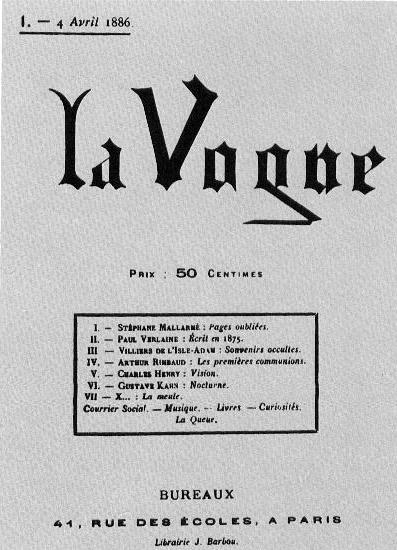
Premier numéro de la revue La Vogue publié à Paris par Léo d'Orfer le 4 avril 1886 (en réalité le 11)

## Événements
- 6 avril : 
  - Départ de Bakou de l'explorateur Sven Hedin. Il parcourt la Perse, l'Irak et la Turquie.
  - Traité entre la Grande-Bretagne et l'Allemagne relatif à la démarcation des sphères d'influence dans le Pacifique oriental. La Grande-Bretagne recule devant les exigences de l’Allemagne : Berlin obtient un quart de la Nouvelle-Guinée (terre de l’Empereur-Guillaume), une partie des Salomon, la Nouvelle-Bretagne (Nouvelle-Poméranie), la Nouvelle-Irlande (Nouveau-Mecklembourg), les îles du Duc-d’York (Nouveau-Lauenbourg) et de nombreuses îles dont l’ensemble constituera l’archipel Bismarck.
  - Canada : incorporation de la ville de Vancouver.
- 26 avril : le Parlement allemand adopte une loi sur la colonisation de la Posnanie, qui autorise les paysans allemands à s’installer sur les terres de Posen et de Prusse-Orientale afin de réduire la présence polonaise dans ses régions (la Posnanie compte 700 000 Allemands pour 1,7 million de Polonais).
- 27 avril : Pierre Savorgnan de Brazza est nommé Commissaire général du Congo français et du Gabon.

## Naissances
- 4 avril : Sarah Winstedt, médecin, chirurgienne et suffragette Irlandaise († 9 septembre 1972)
- 6 avril : Albéric Collin, sculpteur belge († 27 février 1962).
- 25 avril : Marie Brémont, supercentenaire française († 6 juin 2001).
- 29 avril :
  - Reginald Pridmore, joueur britannique de hockey sur gazon et membre de l’équipe olympique († 13 mars 1918).
  - Sonoike Kinyuki, auteur japonais († 3 janvier 1974).